# Gerd Jørgensen
Gerd Jørgensen, född 28 juni 1923 i Tønsberg, död 22 februari 1978 i Oslo, var en norsk skådespelare.
Jørgensen debuterade 1946 på Trøndelag Teater och uppträdde även vid Rogaland Teater och Riksteatret. Hon hade en bred repertoar med roller som Liza i Pygmalion, Milja i Ungen, mor Aase i Peer Gynt och Tale i Medmenneske. Därutöver medverkade hon i flera filmer samt under 1960- och 1970-talen vid TV-teatern.

## Filmografi
- 1959 – Støv på hjernen
- 1970 – Døden i gatene
- 1971 – 3
- 1972 – Marikens bryllup
- 1974 – Under en steinhimmel